# Limnonectes isanensis
Limnonectes isanensis é uma espécie de anfíbio anuro da família Dicroglossidae. Está presente na Tailândia. A UICN classificou-a como vulnerável.